# سوسک فرش گوناگون
سوسک فرش گوناگون (نام علمی: Anthrenus verbasci) سوسکی ۳ میلی‌متری وابسته به خانواده سوسک‌های چرم‌خوار (Dermestidae) است. آنها یک گونه معمولی هستند که اغلب به عنوان آفت خانگی و به‌ویژه موزه‌های تاریخ طبیعی در نظر گرفته می‌شوند، جایی که لاروها ممکن است به الیاف طبیعی آسیب برسانند و به فرش‌ها، مبلمان، لباس‌ها و مجموعه حشرات خسارت بزنند. A. verbasci همچنین نخستین حشره‌ای بود که نشان داده شد که دارای آهنگ رفتاری سالانه دارد و تا به امروز یک نمونه کلاسیک از چرخه‌های چرخشی در جانوران برجای مانده است.

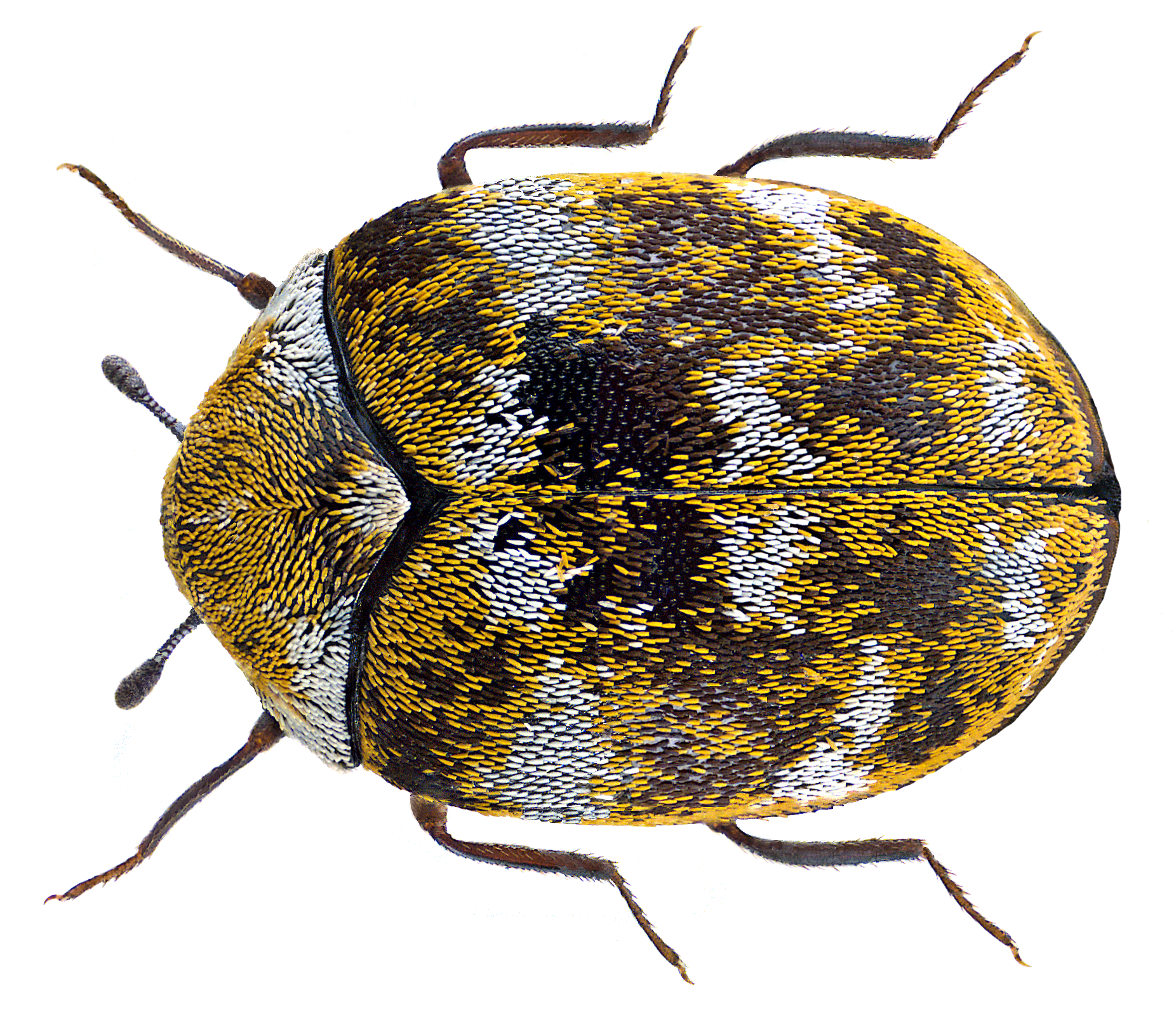
بالغ A. verbasci. نمای پشتی

این گونه در بیشتر اروپا، در قلمرو پالئارکتیک شرقی، در شرق نزدیک، در قلمرو نوشمالگان، در شمال آفریقا و در شمال آسیا، همچنین در نوگرمسیری وجود دارد.